# سیمو
سیمو (به انگلیسی: Cemu) یک شبیه‌ساز کنسول بازی وی یو مالکیتی توسعه‌یافته توسط Exzap که توسعه دهنده هسته و پردازشگر گرافیکی و Petergov که توسعه‌دهنده هسته و شبیه‌ساز صوتی است.سیمو برای اولین بار در ۱۳ اکتبر ۲۰۱۵ برای مایکروسافت ویندوز منتشر شد. معمولاً این شبیه‌ساز هر دو تا چهار هفته یک‌بار بروزرسانی می‌شود. حمایت‌کنندگان از طریق پاترئون بروزرسانی‌ها را یک هفته زودتر از عرضه عمومی دریافت می‌کنند. اگرچه هنوز در دست توسعه است، اما می‌تواند بازی‌های خاصی را بدون مشکل اجرا کند. سیمو در بوت و اجرای بازی افسانه زلدا: نفس وحش در مدت کمی بعد از انتشار آن، موفق بود.